# 聖佩德羅霍科皮拉斯

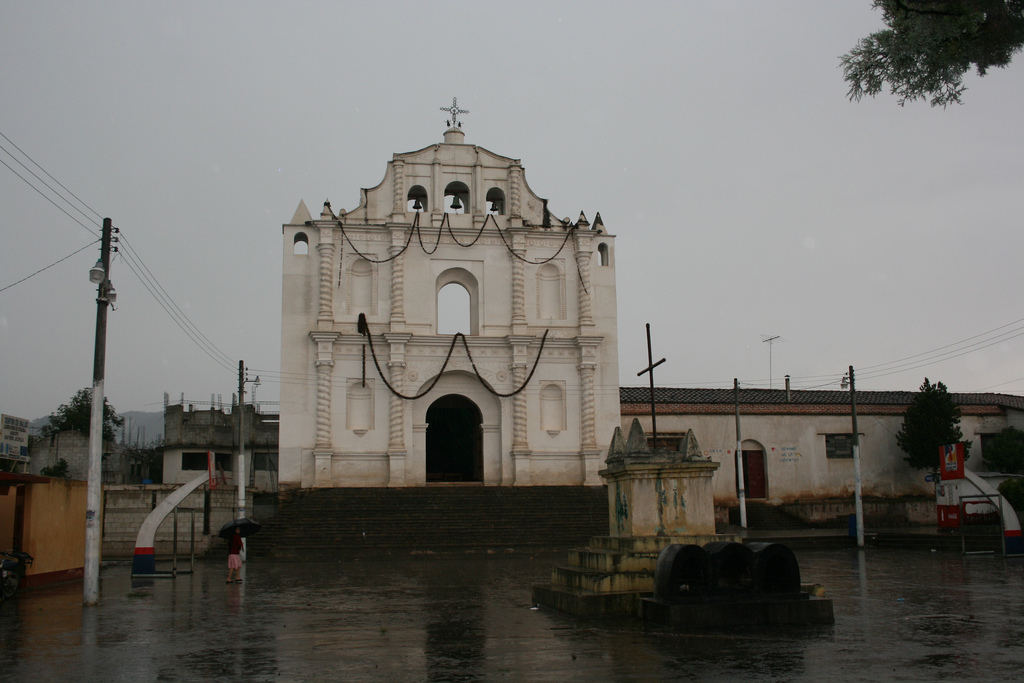
聖佩德羅霍科皮拉斯的一处风景

15°5′43″N 91°9′3″W / 15.09528°N 91.15083°W
聖佩德羅霍科皮拉斯（西班牙語：San Pedro Jocopilas），是危地馬拉的城鎮，位於該國中西部，由基切省負責管轄，面積578平方公里，海拔高度2,097米，2002年人口21,782，人口密度每平方公里37.69人。